# 공기 남녀
공기남녀(영어: AirManGirl)는 대한민국의 인디 혼성 듀오이다. 공기남녀 멤버는 작곡가 출신의 곽태훈과 뮤지컬 배우 출신의 미네이다.

## 역사
2014년에 첫 싱글 앨범 Love Essay 1을 발표하였다. 걸스데이, 노을, 이정, 애즈원 등 국내 탑 뮤지션의 음반을 직접 제작하고 프로듀스한 데 이어 OCN 드라마 뱀파이어 검사와 더 바이러스 등 인기 드라마의 OST 음악감독으로 활발히 활동해 온 곽태훈은 오랜 프로 뮤지션으로서의 경험을 통해 보다 깊이 있고 섬세한 자신만의 음악으로 음악팬들에게 다가선다. 공기남녀 멤버들은 2017년 기준으로 한국예술원 실용음악과 겸임교수로 재직중이다.

## 구성원
| 이름   | 소개 |
| ------ | --- |
| 곽태훈 | - 이름 : 곽태훈 - 소속 : 한국예술원(퇴사) - 학력 : 중앙대학교 작곡과 학사 - 포지션 : 보컬, 작곡, 프로듀서, 편곡 - 경력 : 2016~ 한국예술원 실용음악예술계열 보컬과 겸임교수 |
| 미네   | - 이름 : 미네 - 소속 : 한국예술원 보컬과 겸임교수 - 포지션 : 보컬, 작사 |

## 음반 목록

### EP
- 공기남녀 EP.1 (2017)[2]

### 싱글
- Love Essay 1 - I Still feat. 강균성 (2014)
- Love Essay 2 - 우리 노래 feat. 유준상(2014)
- Love Essay 3 - 끌림 (2014)
- Love Essay 4 - 반을 잃었다 feat. 하림(2014)
- Love Essay 5 - 숨바꼭질 (2014)
- Single 6 - 택배 feat. 정찬우(2015)
- Single 7 - 우리 노래 feat. 마이노스(2015)
- Single 8 - 말할 수 없는 비밀 (2016)
- Single 9 - 간지러워 (2016)
- Single 10 - Lucky (2017)
- Junes Friends Season 1 - 겨울노래 (2014)
- 설렘 is with 포스트맨 (2016)[3]
- 잠깐만요 (2017)

### OST
- SBS 일일 드라마 어머님은 내 며느리 - 달콤해 (2015)
- tvN 월화 드라마 막돼먹은 영애씨 시즌 15 - 저 별이 너였으면 (2016)
- MBC 주말 드라마 불어라 미풍아 - 반을 잃었다[1] (2017)
- MBC 금요 드라마 보그맘 - Ti A Mo (2017)
- SBS 수목 드라마 이판사판 - 예감 좋은 날[2] (2017)